# Ånn
Ånn is een plaats in de gemeente Åre in het landschap Jämtland en de provincie Jämtlands län in Zweden. De plaats heeft 70 inwoners (2005) en een oppervlakte van 48 hectare. De plaats ligt aan het meer Ånnsjön. Door Ånn lopen de Europese weg 14 en de spoorlijn die de steden Östersund in Zweden en Trondheim in Noorwegen met elkaar verbindt. De grens van Zweden met Noorwegen ligt ongeveer 30 kilometer van de plaats vandaan.